# Castanopsis lucida
Castanopsis lucida là một loài thực vật có hoa trong họ Fagaceae. Loài này được (Nees) Soepadmo mô tả khoa học đầu tiên năm 1968.